# Igreja de Santa Maria de Lebeña

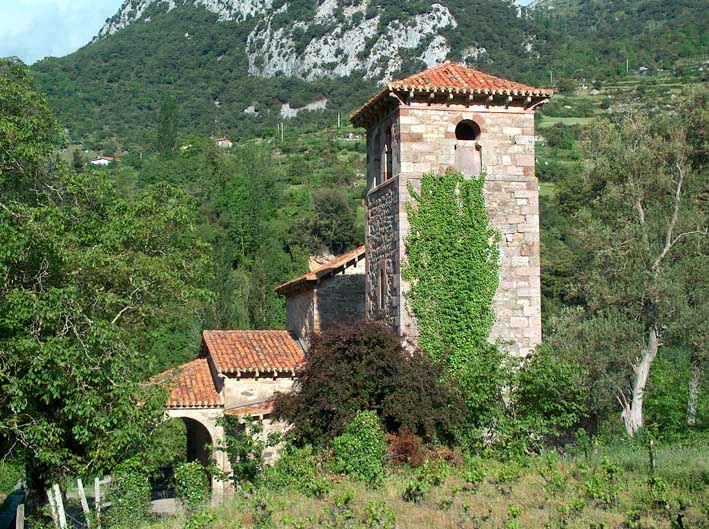
Igreja de Santa María

A igreja de Santa María de Lebeña está situada em Lebeña, no município de Cillorigo de Liébana, na comunidade autónoma de Cantábria, na Espanha. Constitui um testemunho da arte pré-românica, enquadrada na que hoje se denomina arte da repovoação. Foi declarada monumento nacional em 27 de Março de 1893.